# Parnassia
Parnassia L., 1753  è un genere di angiosperme della famiglia Celastraceae diffuso nell'emisfero boreale.

## Distribuzione e habitat
Il genere Parnassia ha una tipica distribuzione circumpolare; è presente infatti in Europa, Asia e Nordamerica, spingendosi verso nord fino alle zone più fredde (Alaska, Groenlandia, Siberia), mentre sfugge i climi caldi e temperato-caldi.
In quota, arriva a circa 3000 m sulle Alpi e a oltre 5000 m in Cina.
Una particolare ricchezza di specie si ha in Cina, dove sono presenti oltre 40 specie endemiche.
In Europa è presente solo Parnassia palustris, la parnassia nostrana, che è spontanea anche in Asia e in Nordamerica. Il genere manca in gran parte della penisola iberica, nell'Italia meridionale e insulare, nelle isole greche

## Tassonomia
Il genere comprende le seguenti specie:
- Parnassia alpicola Makino
- Parnassia amoena Diels
- Parnassia asarifolia Vent.
- Parnassia bifolia Nekr.
- Parnassia cabulica Planch. ex C.B.Clarke
- Parnassia cacuminum Hand.-Mazz.
- Parnassia caroliniana Michx.
- Parnassia chinensis Franch.
- Parnassia cirrata Piper
- Parnassia cooperi W.E.Evans
- Parnassia crassifolia Franch.
- Parnassia davidii Franch.
- Parnassia delavayi Franch.
- Parnassia epunctulata J.T.Pan
- Parnassia esquirolii H.Lév.
- Parnassia faberi Oliv.
- Parnassia farreri W.E.Evans
- Parnassia filchneri Ulbr.
- Parnassia fimbriata K.D.Koenig
- Parnassia foliosa Hook.f. & Thomson
- Parnassia gansuensis T.C.Ku
- Parnassia glauca Raf.
- Parnassia grandifolia DC.
- Parnassia guilinensis G.Z.Li & S.C.Tang
- Parnassia kotzebuei Cham. ex Spreng.
- Parnassia kumaonica Nekr.
- Parnassia labiata Z.P.Jien
- Parnassia laxmannii Pall. ex Schult.
- Parnassia longipetala Hand.-Mazz.
- Parnassia lutea Batalin
- Parnassia monochorifolia Franch.
- Parnassia mysorensis B.Heyne ex Wight & Arn.
- Parnassia noemiae Franch.
- Parnassia nubicola Wall. ex Royle
- Parnassia obovata Hand.-Mazz.
- Parnassia omeiensis T.C.Ku
- Parnassia oreophila Hance
- Parnassia palustris L.
- Parnassia parviflora DC.
- Parnassia perciliata Diels
- Parnassia procul H.Turner & Veldkamp
- Parnassia pseudoalpicola (Vorosch. & Makarov) A.E.Kozhevn. & Kozhevnikova
- Parnassia pusilla Wall.
- Parnassia rhombipetala B.L.Chai
- Parnassia scaposa Mattf.
- Parnassia siamensis T.Shimizu
- Parnassia simianshanensis M.X.Ren, J.Zhang & Z.Y.Liu
- Parnassia submysorensis J.T.Pan
- Parnassia tenella Hook.f. & Thomson
- Parnassia townsendii B.L.Rob.
- Parnassia trinervis Drude
- Parnassia wightiana Wall. ex Wight & Arn.
- Parnassia xinganensis C.Z.Gao & G.Z.Li
- Parnassia yui Z.P.Jien
- Parnassia yunnanensis Franch.
- Parnassia zhengyuana M.X.Ren & J.Zhang